# استیسی لاولیس-تولبرت
استیسی لاولیس-تولبرت (انگلیسی: Stacey Lovelace-Tolbert؛ زادهٔ ۵ دسامبر ۱۹۷۴) بازیکن بسکتبال اهل ایالات متحده آمریکا است.
از باشگاه‌هایی که در آن بازی کرده‌است می‌توان به آتلانتا دریم اشاره کرد.
وی در مسابقات کشوری و بین‌المللی در مجموع برندهٔ ۱ مدال برنز شده‌است.